# Moulins
Moulins er en mindre fransk provinsby. Den er hovedsæde i departementet Allier.

## Historie
Det første man hører til Moulins er i et dokument fra 990, hvor Clunyordenen giver en donation til klostret i
villa molinis. Senere i 1232 giver lensherren til Bourbon byen særlige rettigheder gennem et rettighedsbrev, hvilket
sætter gang i byens økonomiske og befolkningsmæssige udvikling. Lenet bliver i 1327 omdannet til hertugdømmet
Bourbonnais, hvor Moulins bliver hovedstad og administrativt centrum. I slutningen af det 15. århundrede er en
Moulins en velbefæstet by, der har udviklet sig sammen med sit slot.